# 高雄清真寺
高雄清真寺，其原址為1949年興建於新興區林森一路的清真寺，後於苓雅區復址。該清真寺是伊斯蘭教（回教）在台灣的第二座清真寺，為臺灣十所清真寺之一，也是台灣南部三個禮拜場所之一。

## 簡介

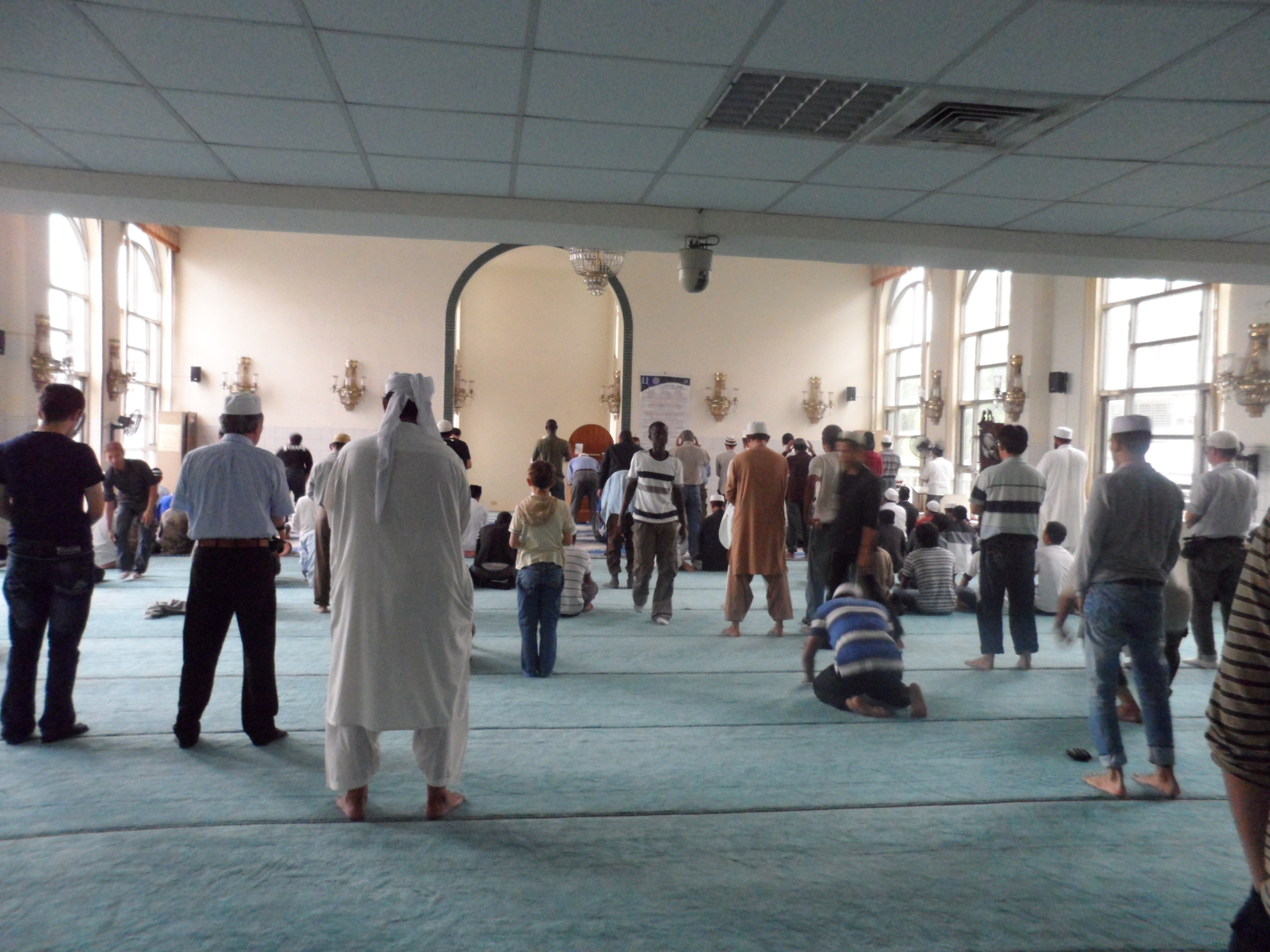
高雄清真寺大禮拜堂

1949年國共內戰失利，篤信伊斯蘭教之外省軍公教人員隨中華民國政府遷台後，在高雄市五福四路成立暫拜處所，但礙於空間不足，後倡議籌款，於是在林森路上興建全台第二座清真寺；而後1992年，又遷址於高雄市苓雅區建軍路。

該清真寺是具有多功能的現代建築，外觀以中東風格的拱頂為主要設計特色，內部除禮拜大廳外，其他設施與一般清真寺的格局和結構。駐寺伊瑪目及董事會人員都會為穆斯林服務，其服務的範圍包括台灣南部和花蓮等地，目前其轄下伊斯蘭教徒超過一萬人。

## 教徒
高雄市的伊斯蘭教徒主要是1949年後，追隨著當時中華民國國防部部長白崇禧與軍事將領馬步芳等知名伊斯蘭教徒人士來臺定居的20000名穆斯林教眾，及其下一代或後代。除此之外，1990年之後，信奉伊斯蘭教的的印尼穆斯林陸續進入高雄市。以外籍配偶及外籍移工為主的外籍穆斯林，並沒有放棄自己信仰，只是因應高雄市大環境，多數未能參加傳統回教禮拜。

## 活動
高雄清真寺每年夏天會開辦基礎教義和阿拉伯語研習班，教導中小學生暸解伊斯蘭教相關教義。

## 交通

### 捷運

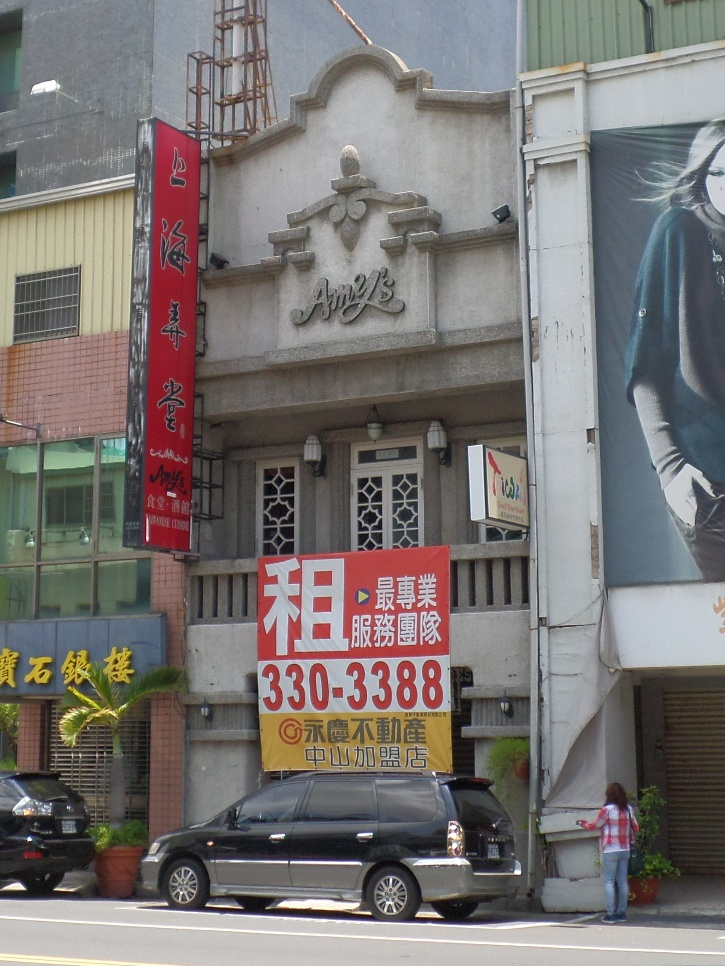
五福四路暫拜處所現貌，清真寺遷移後，近年來此屋曾改裝外觀為餐廳

橘線衛武營站步行約五分鐘。

## 外部連結
- 高雄清真寺首頁 （页面存档备份，存于）